# ERMETH

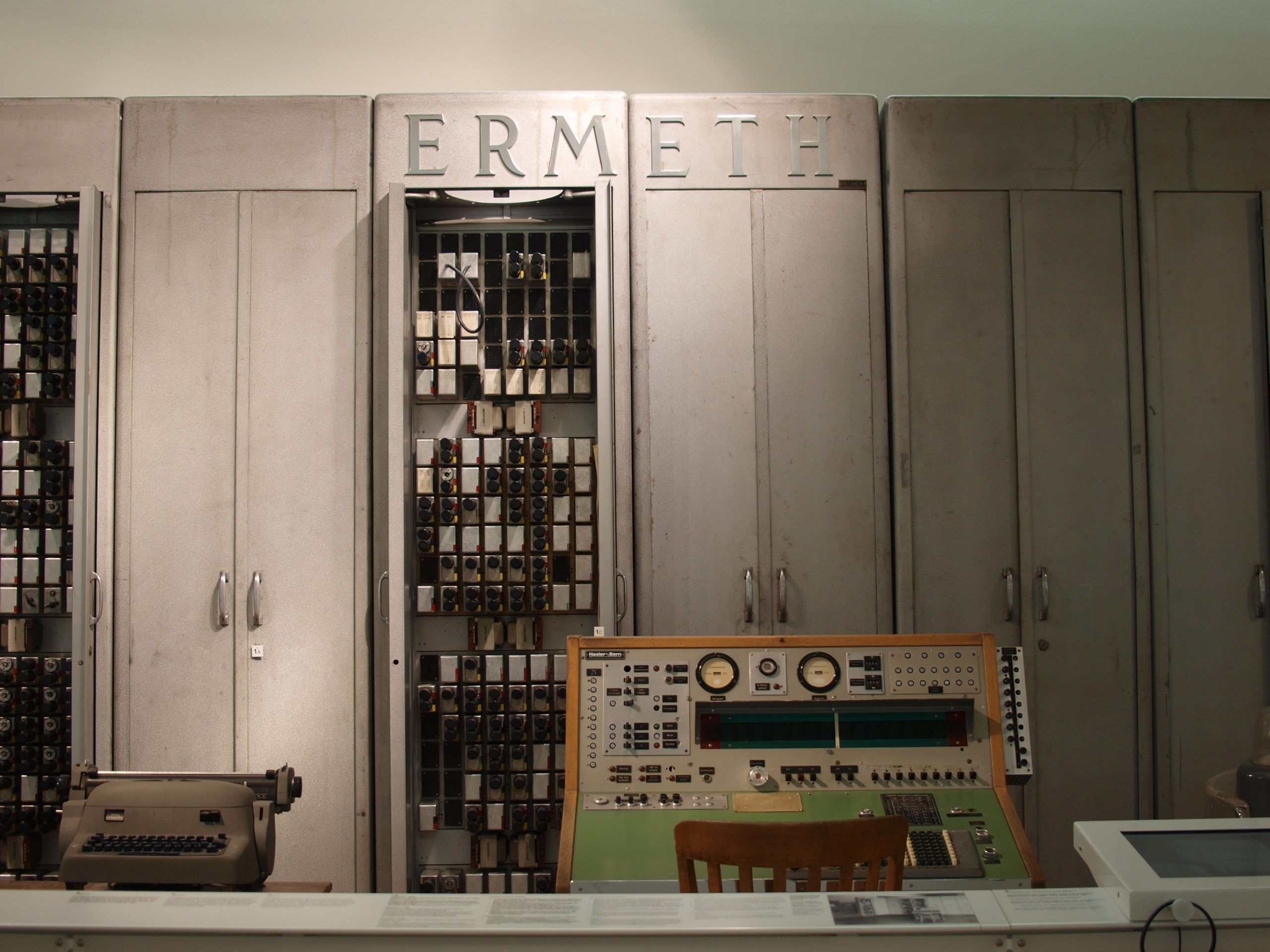
Die ERMETH im Museum für Kommunikation (Bern)

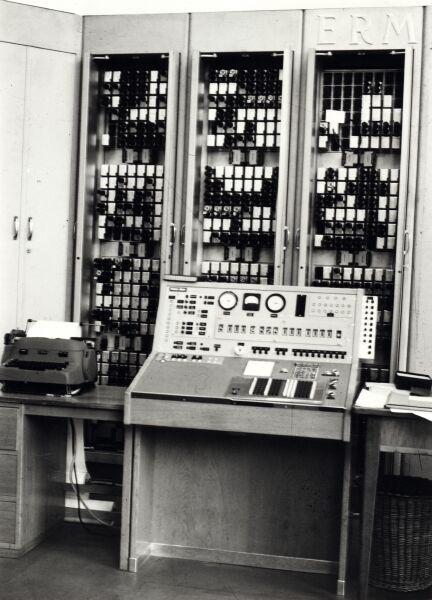
Die ERMETH

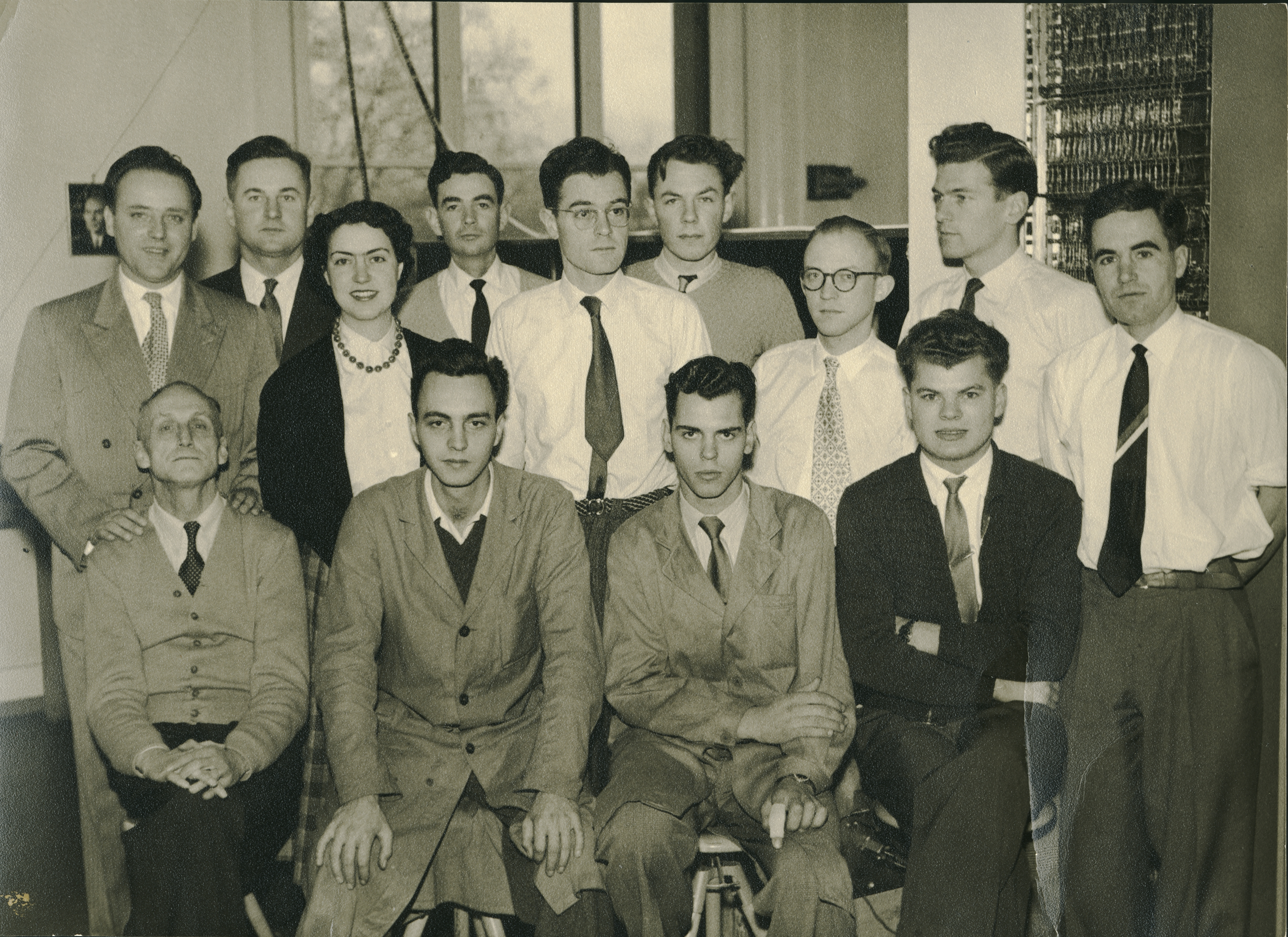
ERMETH-Mannschaft während der Bauzeit – Rechts oben, stehend von links nach rechts: Prof. Stiefel, Prof. Heinz Rutishauser, Fräulein Hürlimann, Herr Schäppi, Dr. Speiser, Prof. P. Läuchli, Herr Stock, Herr Schai und Herr Appenzeller; sitzend von links nach rechts: Herr Silberling, Herr Walter, Herr Engel und Herr Messerli. (Im Hintergrund rechts der Prototyp eines elektronischen Speichers, gebaut für den Relaiscomputer Z4. Das Bild stammt vermutlich aus dem Jahr 1953.)

Die ERMETH (Elektronische Rechenmaschine der ETH) war einer der ersten Computer in Europa und wurde durch Eduard Stiefel und sein Institut für angewandte Mathematik an der ETH Zürich in den Jahren 1948 bis 1956 entwickelt und gebaut. Sie stand anschliessend bis 1963 im Einsatz.

## Vorbilder
Eduard Stiefel und seine beiden Oberassistenten Heinz Rutishauser und Ambros Speiser orientierten sich bei der Entwicklung der ERMETH an Vorbildern in den USA und in Grossbritannien. Rutishauser und Speiser unternahmen 1949 Studienreisen zu Howard Aiken (Harvard University), John von Neumann (Princeton University) sowie an die Universität Cambridge, welche den EDSAC betrieb. Stiefel mietete 1950 für die ETH für fünf Jahre den damals einzigen in Kontinentaleuropa existierenden Digitalrechner, die 1945 von Konrad Zuse fertiggestellte Zuse Z4, um schon während der Bauzeit der ERMETH Erfahrungen mit einem Rechenautomaten sammeln zu können.

## Technisches Konzept
Die ERMETH hatte (im Gegensatz zur Z4) eine klassische Von-Neumann-Architektur, war also ein Rechenautomat, in welchem Programm und verarbeitete Daten im gleichen Arbeitsspeicher untergebracht sind; damit wurden sowohl Zahlen als auch Programmteile automatisch bearbeitbar. Die ERMETH war auf numerische Berechnungen ausgelegt und arbeitete echt dezimal (nicht dual oder hexadezimal) und verfügte über Befehle für alle vier Grundrechnungsarten mit Gleitkomma- und mit Festkommazahlen, nicht aber für die Verarbeitung von Buchstaben. Bei der Betriebsaufnahme (1956) bestand sie aus Geräten (Hardware) und gespeicherten Anwenderprogrammen (Software), hatte aber kein Betriebssystem, so dass jeder Benutzer sein bereits auf Lochkarten in Maschinensprache vorbereitetes Programm erst einlesen und dann durch Setzen des Programmzählers auf den ersten Befehl starten musste. Programmgesteuert wurden dann (von Lochkarten) Nutzerdaten eingelesen und (über die Tastatur) Parameterwerte vom Benutzer angefordert. 
Schon 1952 hatte Heinz Rutishauser in seiner Habilitationsschrift zur "automatischen Rechenplanfertigung" das Konzept des Compilers zur Verwendung maschinenunabhängiger Computersprachen vorgestellt. Dank der Entwicklung der höheren Programmiersprache Algol (Algol 58 und Algol 60)  wurde später eine maschinenunabhängige Programmierung möglich; für die Eingabe von Buchstaben musste die ERMETH 1958 mit einem Lochstreifenleser ergänzt werden.
Die ERMETH besass ein Rechenwerk mit 1'500 Elektronenröhren. Als Arbeitsspeicher diente eine 1,5 Tonnen schwere Magnettrommel mit Platz für 10'000 Wörter zu 16 Dezimalstellen (14 Ziffern, Vorzeichen, Prüfziffer), die sich mit 100 Umdrehungen pro Sekunde drehte. Damit war auch die Arbeitsgeschwindigkeit der ERMETH pro Befehlsschritt festgelegt, weil die mittlere Zugriffszeit auf die auf der Trommel gespeicherten Befehle und Zahlen 5 Millisekunden betrug; die viel höhere Arbeitsgeschwindigkeit der Elektronenröhren änderte daran nichts. Die Verwendung der 10'000 Wörter des Arbeitsspeichers war sehr flexibel. Pro Wort (mit 16 Dezimalstellen) konnten wahlweise eine Gleitkommazahl (11 gültige Stellen, 3-stelliger Exponent, Vorzeichen und Prüfziffer), eine Festkommazahl (14 Stellen, Vorzeichen, Prüfziffer) oder zwei Befehle (2 Stellen für Befehlstyp, 1 Stelle für Indexregister, 4 Stellen für Speicheradresse) gespeichert werden. Ein Beispiel: Der von Hans Rudolf Schwarz entwickelte Compiler für Algol-60-Programme belegte 4'000 Speicherzellen mit Doppelbefehlen, so dass 6'000 Zellen für ein Anwenderprogramm und dessen Nutzdaten verfügbar blieben. Genügte das nicht, konnten auch alle 10'000 Zellen so genutzt werden, aber erst nach Überschreiben des Compilers. In diesem Fall musste aber der Compiler vor dem nächsten Algol-Programm ab Lochkarten wieder geladen werden, was allein fast eine Stunde dauerte.
Für die numerische Dateneingabe dienten vor allem Lochkarten vom Typ Remington-Rand mit 90 Spalten, später für die Algol-Programmeingabe auch 5-Kanal-Lochstreifen. Die Datenausgabe erfolgte entweder auf Lochkarten oder auf einer IBM-Schreibmaschine, die aber ebenfalls nur Ziffern ausgab. Über Lochkarten war somit auch eine Zwischenspeicherung grösserer Datenmengen im Sinne eines Sekundärspeichers möglich.
Die elektrische Leistungsaufnahme der ERMETH betrug 30 kW. Sie reagierte empfindlich auf Schwankungen in der Netzspannung, etwa wenn am Morgen die Strassenbahn ihren Betrieb aufnahm.
Die ERMETH wurde mit verschiedenen technischen, finanziellen und personellen Rückschlägen ab 1955 im Hauptgebäude der ETH als Einzelanfertigung aufgebaut und schrittweise ab 1956 in Betrieb genommen; sie versah ihre Aufgabe ab 1958 bis Oktober 1963 fast pausenlos Tag und Nacht und wurde dann abgebaut und verpackt. Ein geplanter Lizenzbau der ERMETH durch eine private Firma kam nicht zustande. Nach räumlichen Umbauten übernahm ab April 1964 eine CDC 1604A der Control Data Corporation ihren Platz. Die verfügbare Rechenleistung an der ETH stieg mit dem Übergang von der elektromechanischen Z4 zur ERMETH um einen Faktor 100, mit dem Übergang von der ERMETH mit ihrem zeitkritischen Magnettrommelspeicher zur vollelektronischen CDC 1604A aber um einen Faktor 400.

## Einsatz

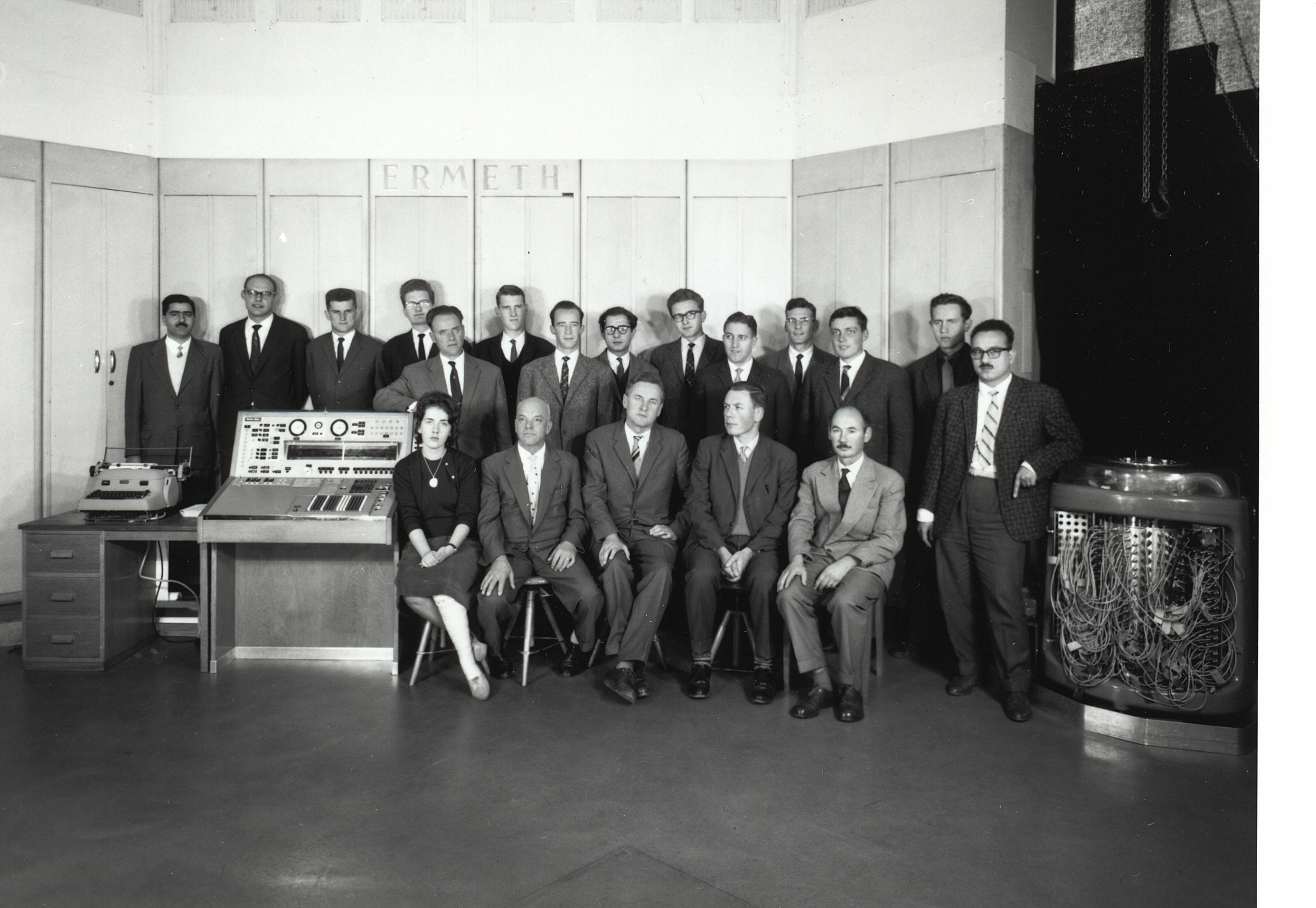
Die Belegschaft des ETH-Instituts für angewandte Mathematik vor den Röhrenschränken der ERMETH. Das Bild wurde 1963 aufgenommen, dem letzten Einsatzjahr der ERMETH. Stehend von links nach rechts: Boutros, Gantenbein, Stofer, Siklossey, Stiefel, Rössler, Waldvogel, Koutroufiotis, Szigeti, Schwarz, Schai, Zehnder, Ganz und Amer. Sitzend: Meier, Schär, Rutishauser, Läuchli und Ammann

Die ERMETH wurde in Forschung und Entwicklung für sehr verschiedenartige Aufgaben eingesetzt. Die Mitarbeiter des Instituts für angewandte Mathematik nutzten sie für eigene wissenschaftliche Themen zur Entwicklung numerischer Algorithmen und von Arbeitshilfen im Sinne von ersten Betriebssystemkomponenten. Sie waren aber auch als Berater und Helfer bei Rechenarbeiten anderer ERMETH-Nutzer tätig. Diese kamen aus der ETH und anderen Hochschulen sowie aus der Industrie und aus zivilen und militärischen Bundesstellen. 
Auch im Lehrbetrieb kam die ERMETH zum Einsatz. Fakultative Programmiervorlesungen gab es ab den 50er Jahren, Übungen an der Rechenanlage (in Gruppen) ebenfalls. Hatten Studierende ein Programm geschrieben und auf Lochkarten übertragen, konnten sie ihr Lochkartenpaket abgeben und erhielten tags darauf je nach Programmqualität das erwartete oder ein falsches Resultat oder gar einen Programmabbruch ausgedruckt.

## ERMETH heute
Nach ihrem Abbau 1963 wurde die ERMETH als wichtiges Exponat für das  geplante Technorama in Winterthur vorerst eingelagert und dann 1982–2004 dort ausgestellt. Seit Ende 2006 steht sie als Dauerleihgabe der ETH Zürich im Museum für Kommunikation in Bern.